# Porotrichodendron longipes
Porotrichodendron longipes är en bladmossart som beskrevs av William Russell Buck 1981. Porotrichodendron longipes ingår i släktet Porotrichodendron och familjen Lembophyllaceae. Inga underarter finns listade i Catalogue of Life.